# Makhsar
Makhsar (persiska: مخ سر) är en ort i Iran.   Den ligger i provinsen Gilan, i den nordvästra delen av landet, 250 km nordväst om huvudstaden Teheran. Makhsar ligger 12 meter över havet och antalet invånare är 189.
Terrängen runt Makhsar är platt. Runt Makhsar är det ganska tätbefolkat, med 111 invånare per kvadratkilometer. Närmaste större samhälle är Rasht, 18,9 km öster om Makhsar. Trakten runt Makhsar består till största delen av jordbruksmark.